# 25 de diciembre
El 25 de diciembre es el 359.º (tricentésimo quincuagésimo noveno) día del año en el calendario gregoriano y el 360.º en los años bisiestos. Quedan 6 días para finalizar el año.

## Acontecimientos

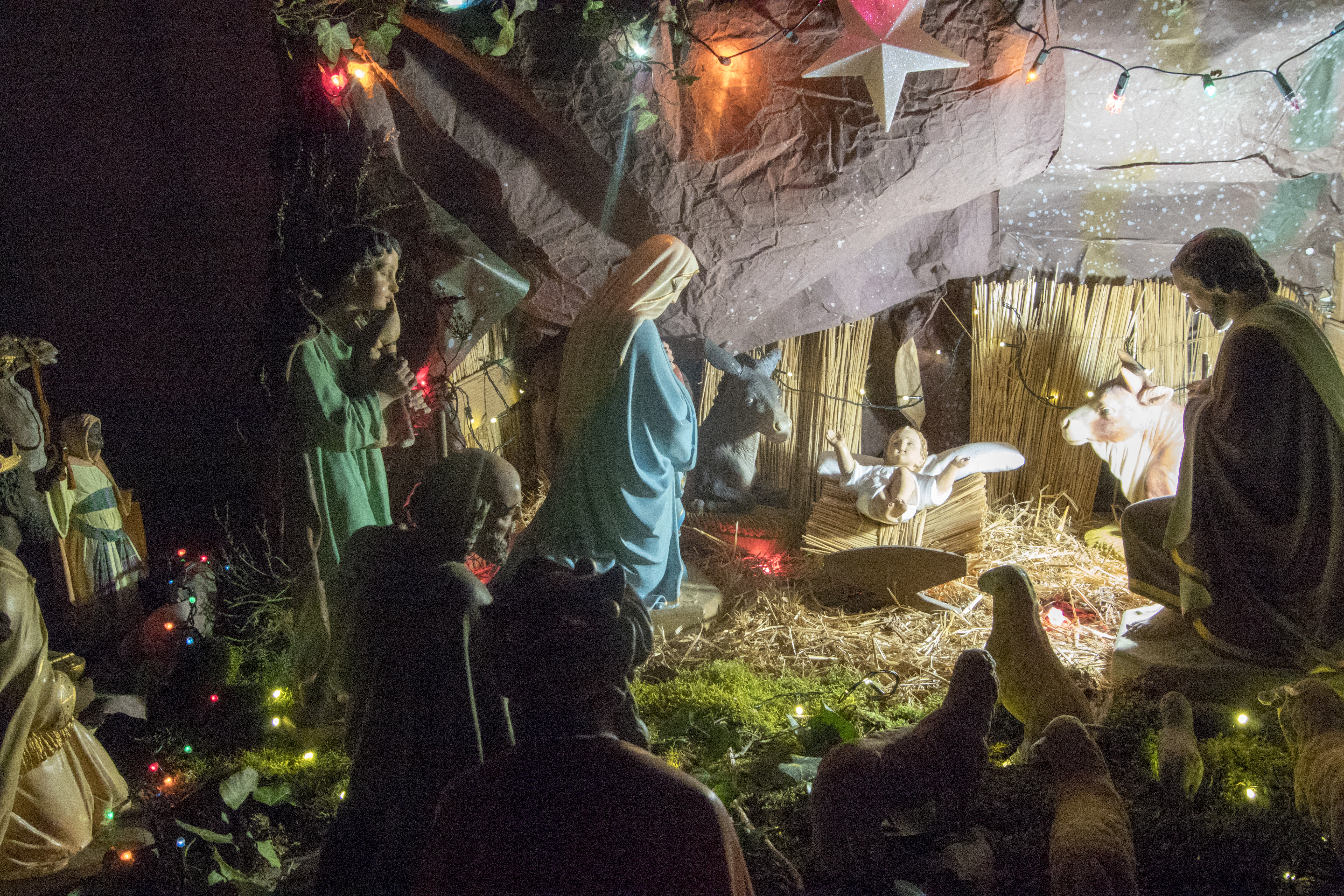
Pesebre de Navidad

- 1 a. C.: de acuerdo a la tradición cristiana, nacimiento de Jesús de Nazaret, mesías e Hijo de Dios para el cristianismo. El año que comienza siete días más tarde, fue fijado por Dionisio el Exiguo como el del inicio de la era cristiana.
- 36: el emperador chino Liu Xiu derrota a los rebeldes de Chengjia y reunifica nuevamente China.
- 274: el emperador romano Aureliano dedica un templo al dios Sol Invictus en el tercer día después del solsticio de invierno para conmemorar el renacimiento del Sol.[1]
- 354: el papa Liberio decreta este día como la fiesta del nacimiento de Jesús de Nazaret
- 379: en Constantinopla, Gregorio Nacianceno realiza la primera mención de un «banquete navideño».[cita requerida]
- 496-506: el rey de los francos Clodoveo I es bautizado por Remigio de Reims
- 800: en la basílica de San Pedro (Roma), el papa León III corona a Carlomagno.
- 893: en Dvin (Armenia) sucede un terremoto que mata a unas 30 000 personas. (Véase Terremotos en la antigüedad).
- 1000: creación del Reino de Hungría con la coronación de Esteban I (fecha aproximada).
- 1066: en Inglaterra, Guillermo el Conquistador es coronado rey.
- 1076: coronación de Boleslao II el Temerario como rey de Polonia.
- 1100: coronación de Balduino I de Jerusalén.
- 1130: coronación de Roger II de Sicilia.
- 1223: en Italia, san Francisco de Asís arma el primer pesebre.
- 1261: en el Imperio Romano Oriental, Juan IV Ducas Láscaris es depuesto por Miguel VIII Paleólogo.
- 1322: en la Corona de Aragón, el rey Jaime II, viudo, se casa con Elisenda de Moncada.
- 1356: en Metz, el emperador Carlos IV de Luxemburgo promulga la Bula de Oro, ley constitucional fundamental del Sacro Imperio Romano Germánico.
- 1492: en un banco de arena frente a la isla La Española (hoy Haití y República Dominicana) encalla la carabela Santa María en su primer viaje a América; con sus restos se construyó el primer establecimiento español en América, llamado Fuerte Navidad.
- 1553: en Chile, los mapuches (al mando de Lautaro) vencen a los españoles en la Batalla de Tucapel y ejecutan al gobernador Pedro de Valdivia.
- 1599: en Brasil se funda la aldea de Natal.
- 1615: en Francia, el delfín Luis (futuro Luis XIII de Francia), contrae matrimonio con Ana de Austria.
- 1624: En España, el Conde Duque de Olivares redacta un Manuscrito secreto para el rey Felipe IV donde relata la difícil situación que atraviesa la Monarquía Hispánica. Para solucionarlo, Olivares propone la unificación militar de los reinos hispánicos, lo que causaría un profundo malestar fuera del Reino de Castilla, y provocará la independencia de Portugal, la Sublevación de Cataluña y las conspiraciones secesionistas de Andalucía y Aragón.
- 1717: en el Mar del Norte, una marea ciclónica afecta las costas de Alemania, Escandinavia y los Países Bajos. Mueren unas 14 000 personas.[2]
- 1780: en Marruecos, el sultán ratifica el tratado de amistad con Carlos III de España, firmado por el conde de Floridablanca y el embajador marroquí, Sidi Mohammed ben Otmán, que obliga a los navíos británicos a abandonar la costa de Tetuán y el puerto de Tánger.
- 1812: en Uruguay, José Gervasio Artigas, jefe de las fuerzas independentistas, se niega a reintegrarse con sus hombres a las fuerzas porteñas que sitian Montevideo, en poder de los españoles.
- 1833: en Loyola ―en el marco de la primera guerra carlista―, Carlos María Isidro de Borbón (pretendiente carlista al trono de España) se hace coronar rey, con el nombre de Carlos V.
- 1833: en España ―en el marco de la primera guerra carlista― Baldomero Espartero consigue deshacer la fuerte partida del cabecilla Magranell en Valencia, que dominaba las tierras de Játiva y Onteniente.
- 1851: en Santiago de Chile se inaugura el primer ferrocarril de Sudamérica.
- 1882: en los Estados Unidos, Edward Johnson (un socio de Thomas Edison) ilumina en su hogar un árbol de Navidad con lámparas eléctricas.
- 1884: a las 21.08, un terremoto, con epicentro situado entre la provincia de Granada, de magnitud estimada entre 6,5 a 7 (Richter) e intensidad 10 (en la escala MSK), causa más de 1200 muertos y cerca de 1500 heridos en las poblaciones de Arenas del Rey (Granada) y los municipios del Llano de Zafarraya (Granada). Los efectos del terremoto fueron más desastrosos al coincidir con una fuerte nevada.
- 1889: en la provincia de Entre Ríos (Argentina) se funda la población de San Salvador, actual centro industrial del arroz argentino.
- 1907. Primera ascensión aerostática argentina. La llevan a cabo el diplomático Aarón de Anchorena y su acompañante el ingeniero Jorge Newbery. A bordo del globo "Pampero", unen el campo de la Sportiva Argentina, actual Campo Argentino de Polo de la Ciudad de Buenos Aires, con la localidad de Conchillas (Uruguay) sobrevolando el Río de la Plata a una altitud de 2.000 metros, en 2 horas 5 minutos.[3]
- 1922: en El Salvador, una manifestación de mujeres que marchaba en favor de un candidato presidencial opositor al gobierno de la Dinastía Meléndez-Quiñones, fue ametrallada por los cuerpos de seguridad, hecho que terminó con la muerte de varias de las manifestantes.
- 1926: Hirohito, príncipe heredero de Japón, sucede a su padre Yoshihito como emperador.
- 1926: en Estados Unidos, el río Cumberland cubre la ciudad de Nashville con 17 m de altura de agua. Desde septiembre de 1926 hasta junio de 1927 sucede la Gran Inundación del río Misisipi; este río alcanzó los 10 m por encima de su nivel normal, y los 97 km de anchura.[4]
- 1932: la provincia de Gansu (China) es sacudida por un terremoto grado 7,6 que mata aproximadamente a 70 000 personas.
- 1932: la I. G. Farbeindustrie alemana, en la que trabajaba Gerhard Domagk, solicita la patente del "prontosil", primera aplicación médica de las sulfamidas.
- 1938: en el Estado de Morelos (México), Elpidio Perdomo funda el municipio de Zacatepec de Hidalgo.
- 1939: en el marco de la guerra de invierno, empieza la batalla de Kelja.
- 1941: tropas japonesas entran en Hong Kong.
- 1946: en Shanghái colisionan tres aviones de pasajeros a causa de la niebla, con un balance de 71 muertos.
- 1948: en Israel se decreta un oscurecimiento de todas las ciudades tras los ataques aéreos árabes.
- 1949: en Argentina, el presidente constitucional Juan Domingo Perón incrementa la lucha contra la prensa de la oposición, prohibiendo varios periódicos de provincias.[cita requerida]
- 1961: la bula pontificia Humanae salutis anuncia el concilio Vaticano II para 1962.
- 1962: arrojada desde el aire en el sitio de pruebas atómicas del archipiélago de Nueva Zembla, Océano Ártico, al norte de Rusia, la Unión Soviética realiza su última prueba nuclear atmosférica en previsión y anticipándose al Tratado de prohibición parcial de ensayos nucleares firmado y ratificado por 113 países, que entraría en vigor al año siguiente. Es la prueba nuclear n.º 221 de las 981 que la Unión Soviética detonó entre 1949 y 1991 que, medidas en kilotones, representan el 54,9% del total de pruebas nucleares realizadas en el mundo.
- 1964: en el océano Índico, una marea viva originada por un ciclón causa aproximadamente 4000 víctimas en Ceilán, y unas 3000 en el estado de Madrás (India).
- 1968: desde una órbita alrededor de la Luna, la nave espacial Apolo 8 realiza la primera maniobra de "inyección trans-Tierra", que enviará a la nave en un trayectoria de vuelta a la Tierra.
- 1968: en la aldea Kilvenmani (Tamil Nadú, sur de India), 42 dalit (intocables) son quemados vivos como represalia por una campaña para aumentar los sueldos de estos trabajadores (masacre de Kilvenmani).
- 1971: en un hotel de lujo en Seúl (Corea del Sur), un incendio de grandes proporciones ocasiona más de 160 víctimas mortales.
- 1973: en los Estados Unidos el sistema ARPANET colapsa cuando un error de programación causa que todo el tráfico se enrute a través del servidor de la Harvard University, haciendo que el servidor se congele.
- 1978: comienza el ataque vietnamita a Camboya.
- 1984: en Perú se da la Masacre de Navidad en Perú[5]
- 1986: mueren 62 personas al estallar un avión iraquí, secuestrado en vuelo entre Bagdad y Amán por miembros de Yihad Islámica.
- 1989: en Rumanía triunfa la Revolución rumana y cae el régimen comunista de Nicolae Ceauşescu. Él y su esposa Elena son condenados a muerte y ejecutados inmediatamente.
- 1990: en los Estados Unidos se realiza la primera prueba exitosa del sistema que se convertirá en la World Wide Web (Internet).
- 1991: dimite Mijaíl Gorbachov y desaparece la Unión Soviética (URSS), que pasa a denominarse Comunidad de Estados Independientes (CEI).
- 1992: en Serbia, Slobodan Milošević es reelegido presidente.
- 2003: la sonda Beagle 2 (que había sido lanzada desde la nave Mars Express Spacecraft el 19 de diciembre) desaparece poco antes de su aterrizaje programado.
- 2004: el orbitador Cassini lanza la sonda Huygens, la cual descenderá exitosamente sobre Titán (la luna de Saturno) el 14 de enero de 2005.
- 2005: en el cráter del volcán Popocatépetl (en México), se produce una nueva explosión, que provoca expulsión de lava y una columna de humo y cenizas de 3 km de altura.
- 2008: en el Congo se da las Masacres de la Navidad de 2008
- 2016: en Chile se produce un terremoto de magnitud 7,6 al este de Quellón.
- 2016: en el Mar Negro, accidente de un avión militar ruso con 92 personas a bordo, sin supervivientes.
- 2021: se lanza el telescopio espacial James Webb, diseñado para observar los objetos más distantes del universo y la formación de las primeras galaxias.[6]
- 2021: termina oficialmente la erupción del volcán Cumbre Vieja en la isla canaria de La Palma en España.
- 2023: Ucrania celebra por primera vez en esta fecha (en el Calendario Gregoriano) la Navidad Ortodoxa, esto como respuesta a Rusia, por los crímenes que ha cometido en contra de ese país en el contexto de la Invasión rusa de Ucrania, iniciada en 2022 y con el fin de apartarse de las celebraciones rusas por dicho motivo.

## Nacimientos
- 1: Fecha tradicional del nacimiento de Jesús de Nazaret, predicador judío, mesías e Hijo de Dios, cuyo año fue erróneamente calculado por Dionisio el Exiguo como el del inicio de la era cristiana.
- 1250: Juan IV Ducas Láscaris, emperador niceo (f. 1305).
- 1461: Cristina de Sajonia, reina danesa (f. 1521).
- 1583: Orlando Gibbons, compositor británico (f. 1625).
- 1587: Margarita de Austria-Estiria, reina consorte de España y Portugal (f. 1611).
- 1617: Christian Hofmann von Hofmannswaldau, poeta alemán (f. 1679).
- 1628: Noël Coypel, pintor y decorador francés (f. 1707).
- 1637: Rodrigo Arias Maldonado y Góngora, misionero español (f. 1716).
- 1711: Jean Joseph de Mondonville, compositor francés (f. 1772).
- 1717: Pío VI (Giovanni Angelico Braschi), papa italiano entre 1775 y 1799 (f. 1799).
- 1725: Esteban Salas, sacerdote y compositor cubano de música religiosa (f. 1803).
- 1763: Claude Chappe, inventor francés, pionero de las telecomunicaciones (f. 1805).
- 1771: Dorothy Wordsworth, escritora y poetisa inglesa (f. 1855).

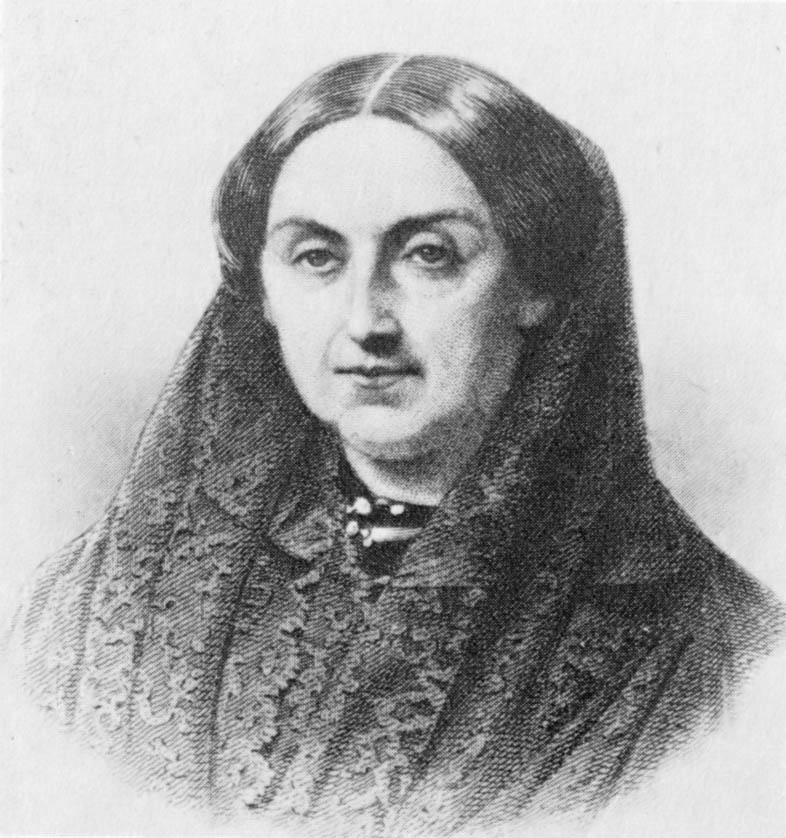
Fernán Caballero.

- 1796: Juan Esteban Pedernera, militar argentino (f. 1886).
- 1796: Fernán Caballero, escritora española (f. 1877).
- 1799: Manuel Bulnes, militar y político chileno (f. 1866).
- 1812: Manuel Ancízar, escritor colombiano (f. 1882).
- 1821: Clara Barton, filántropa estadounidense, fundadora de la Cruz Roja de Estados Unidos (f. 1912).
- 1848: José Manuel Pando, político, militar y explorador boliviano (f. 1917).
- 1858: Vladimir Nemirovich-Danchenko, director teatral ruso (f. 1943).
- 1872 o 1873: Rosarito Vera, educadora argentina (f. 1950).
- 1872: Jesús Delgado Álvarez, religioso y escritor agustino español (f. 1967).
- 1872: Helena Rubinstein, empresaria y filántropa polaca (f. 1965).
- 1875: Manuel Benedito, pintor español (f. 1963).
- 1876: Muhammad Ali Jinnah, político indio, fundador de Pakistán (f. 1948).
- 1876: Adolf Otto Reinhold Windaus, químico alemán, premio nobel de química en 1928 (f. 1959).
- 1878: Louis Chevrolet, piloto de automovilismo y empresario de automóviles estadounidense (f. 1941).
- 1884: José Obeso Revuelta, político español (f. 1952).
- 1887: Conrad Hilton, hotelero estadounidense (f. 1979).
- 1890: Noel Odell, montañista británico (f. 1987).
- 1890: Robert Ripley, caricaturista, empresario y coleccionista estadounidense (f. 1949).
- 1891: Leonid Kubel, compositor ruso (f. 1942).
- 1891: Ewald André Dupont, cineasta alemán (f. 1956).
- 1893: Humberto Sosa Molina, militar y político argentino (f. 1960).
- 1894: Pierina Dealessi, actriz argentina de origen italiano (f. 1983).

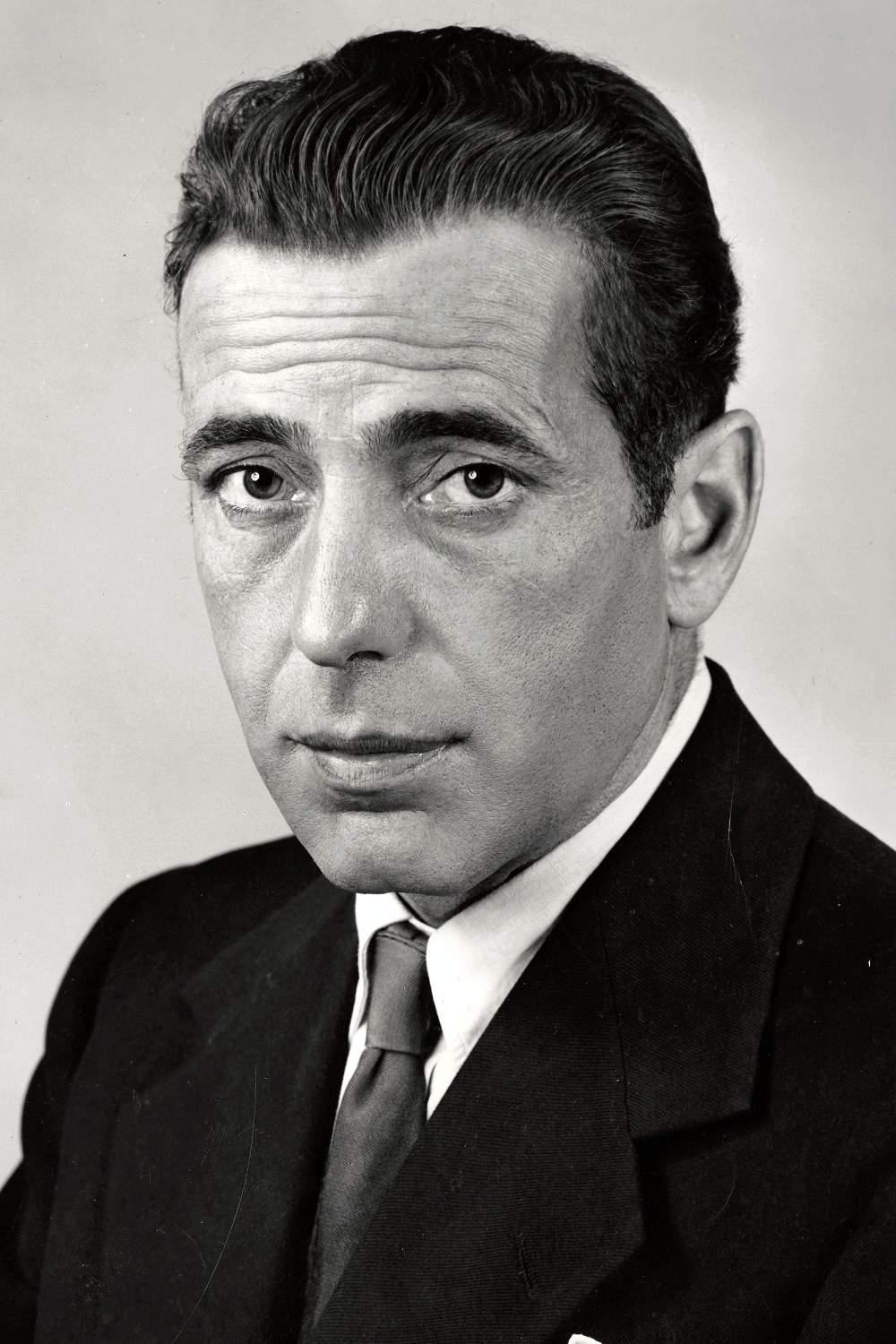
Humphrey Bogart

- 1899: Humphrey Bogart, actor estadounidense (f. 1957).
- 1900: Manuel Halcón, escritor y periodista español (f. 1989).
- 1901: Juan Vicente Chiarino, político uruguayo (f. 1989).
- 1902: Barton MacLane, actor estadounidense (f. 1969).
- 1903: J. Edward Bromberg, actor húngaro-estadounidense (f. 1951).
- 1904: Gerhard Herzberg, químico alemán, premio nobel de química en 1971 (f. 1999).
- 1906: Ernst Ruska, físico alemán, premio nobel de física en 1986 (f. 1988).
- 1907: Cab Calloway, director estadounidense de bandas (f. 1994).
- 1908: Quentin Crisp, escritor británico (f. 1999).
- 1910: Marguerite Churchill, actriz estadounidense (f. 2000).
- 1911: Louise Bourgeois, escultora francesa (f. 2010).
- 1912: Raisa Beliáieva, aviadora militar soviética (f. 1943).
- 1913: Lupe Carriles, actriz mexicana (f. 1964).
- 1913: Tony Martin, cantante y actor estadounidense (f. 2012).

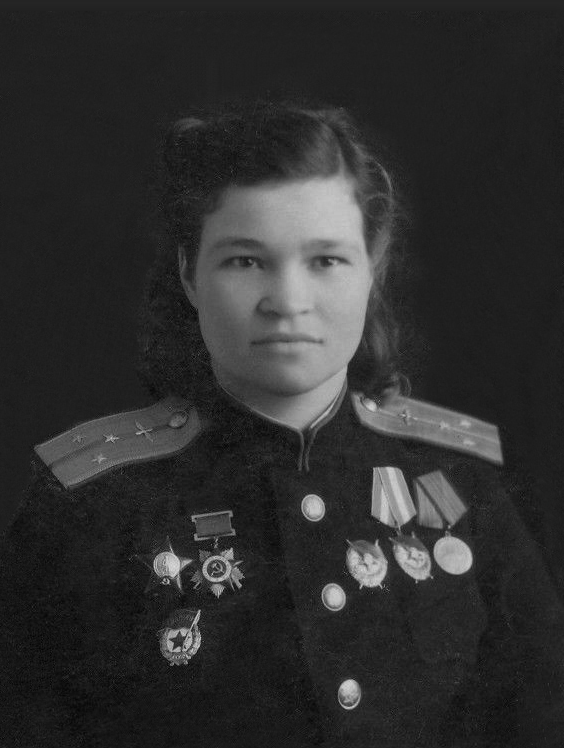
Irína Sebrova

- 1914: Irína Sebrova, aviadora militar soviética y Heroína de la Unión Soviética (f. 2000).
- 1916: Ahmed Ben Bella, presidente argelino (f. 2012).
- 1917: Klavdia Fomicheva, aviadora militar soviética (f. 1958).
- 1917: Nury Montsé, actriz argentina de origen español (f. 1971).
- 1917: Lincoln Verduga Loor, periodista y político ecuatoriano (f. 2009).

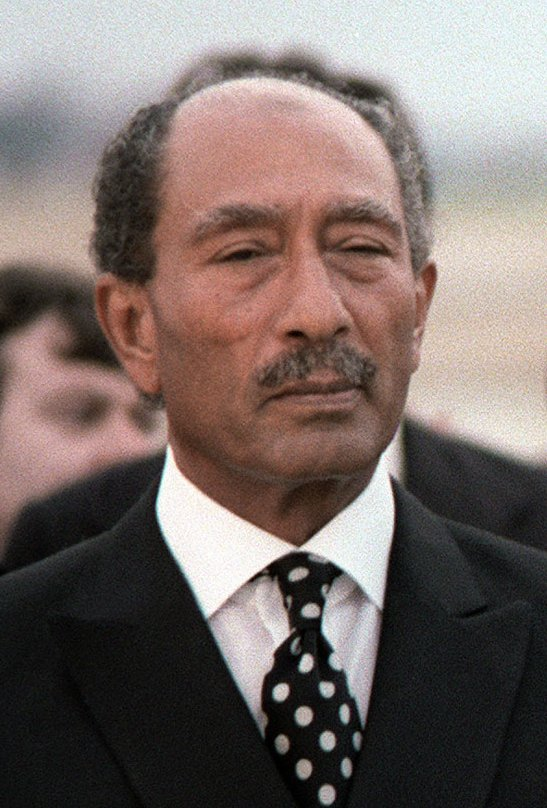
Anwar el-Sadat

- 1918: Anwar el-Sadat, presidente egipcio (f. 1981).
- 1919: Armando Calvo, actor español (f. 1996).
- 1920: Artur Agostinho, periodista y actor portugués (f. 2011).
- 1922: Félix Loustau, futbolista argentino (f. 2003).
- 1923: René Girard, historiador, crítico literario y filósofo francés (f. 2015).
- 1924: Rod Serling, guionista estadounidense (f. 1975).
- 1924: Atal Behari Vajpayee, primer ministro indio (f. 2018).
- 1925: Hugo Caprera, actor argentino (f. 2002).
- 1925: Carlos Castaneda, escritor peruano (f. 1998).
- 1925: Jaime Salom, dramaturgo español (f. 2013).
- 1926: Enrique Jorrín, músico cubano (f. 1987).

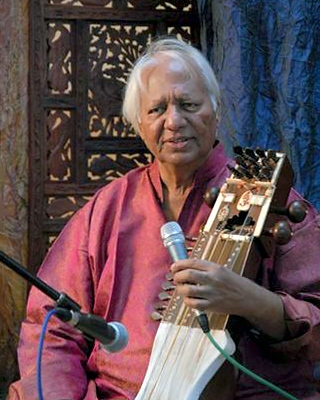
Ram Narayan

- 1927: Ram Narayan, músico indio (f. 2024).
- 1927: José Luis Olaizola, escritor español.
- 1928: Dick Miller, actor estadounidense (f. 2019).
- 1929: Krastyo Hadzhiivanov, poeta búlgaro (f. 1952).
- 1930: Rogelio Hernández, actor de doblaje español (f. 2011).
- 1931: Indio Mayta, cantante peruano (f. 2010).
- 1932: Mabel King, actriz estadounidense (f. 1999).
- 1933: Eva Dobiášová-Křížová, baloncestista olímpica y periodista deportiva checoslovaca (f. 2024).
- 1935: Sadiq al-Mahdi, político sudanés (f. 2020).
- 1935: Donald Norman, catedrático e investigador estadounidense.
- 1936: Raúl del Pozo, periodista y escritor español.
- 1937: O'Kelly Isley Jr., cantante estadounidense, de la banda The Isley Brothers (f. 1986).
- 1939: Claudio Huepe, ingeniero y político chileno (f. 2009).
- 1939: Bob James, pianista y tecladista estadounidense de jazz-rock.

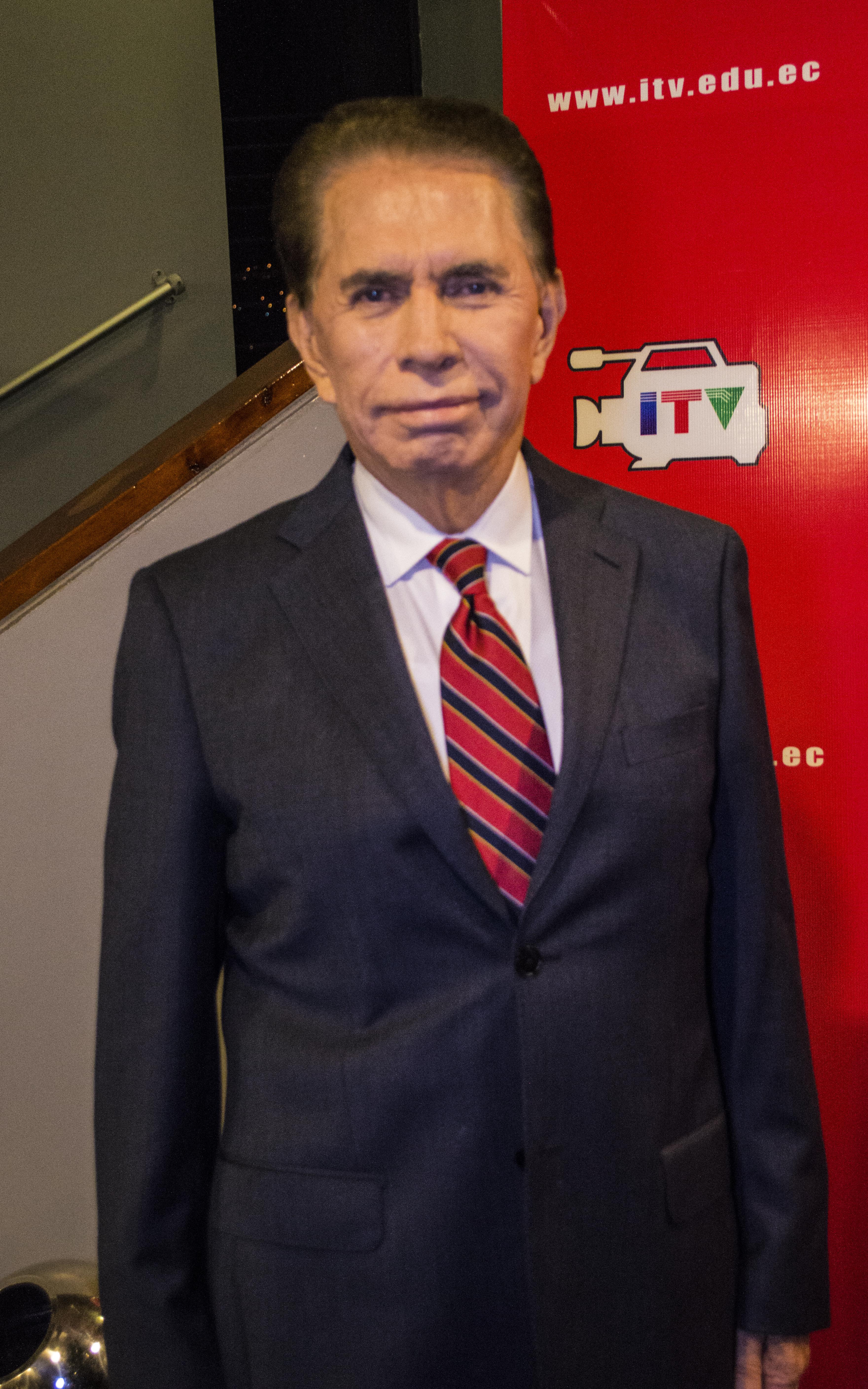
Alfonso Espinosa de los Monteros.

- 1941: Alfonso Espinosa de los Monteros, periodista ecuatoriano.
- 1942: Enrique Morente, cantante español (f. 2010).
- 1943: María Noel Genovese, modelo y actriz uruguaya.
- 1943: Geoffrey Parker, hispanista británico.
- 1943: Hanna Schygulla, actriz polacoalemana.
- 1944: Jairzinho, futbolista brasileño.
- 1944: Mani Kaul, cineasta indio (f. 2011).
- 1945: Jesús Ávila de Grado, biólogo español.
- 1945: Juan Manuel Eguiagaray, político español.
- 1945: Noel Redding, bajista británico, de la banda The Jimi Hendrix Experience (f. 2003).
- 1946: Jimmy Buffett, cantautor estadounidense (f. 2023).
- 1946: Elena Sedova, actriz argentina de origen austríaco.
- 1946: Marinus Wagtmans, ciclista neerlandés.
- 1946: Gustavo Gaviria, narcotraficante colombiano (f. 1990).
- 1946: Stuart Wilson, actor británico.
- 1948: Joel Santana, futbolista brasileño.
- 1949: Néstor Perlongher, poeta y escritor argentino (f. 1992).
- 1949: Nawaz Sharif, político pakistaní.
- 1949: Simone, cantante brasileña.
- 1949: Sissy Spacek, actriz estadounidense.
- 1950: Manny Trillo, beisbolista venezolano.
- 1950: Karl Rove, político estadounidense.
- 1950: Rockdrigo (Rodrigo González), cantautor mexicano (f. 1985).
- 1952: Desireless, cantante francesa.
- 1952: CCH Pounder, actriz estadounidense.
- 1953: Mario Santiago Papasquiaro, poeta mexicano (f. 1998).

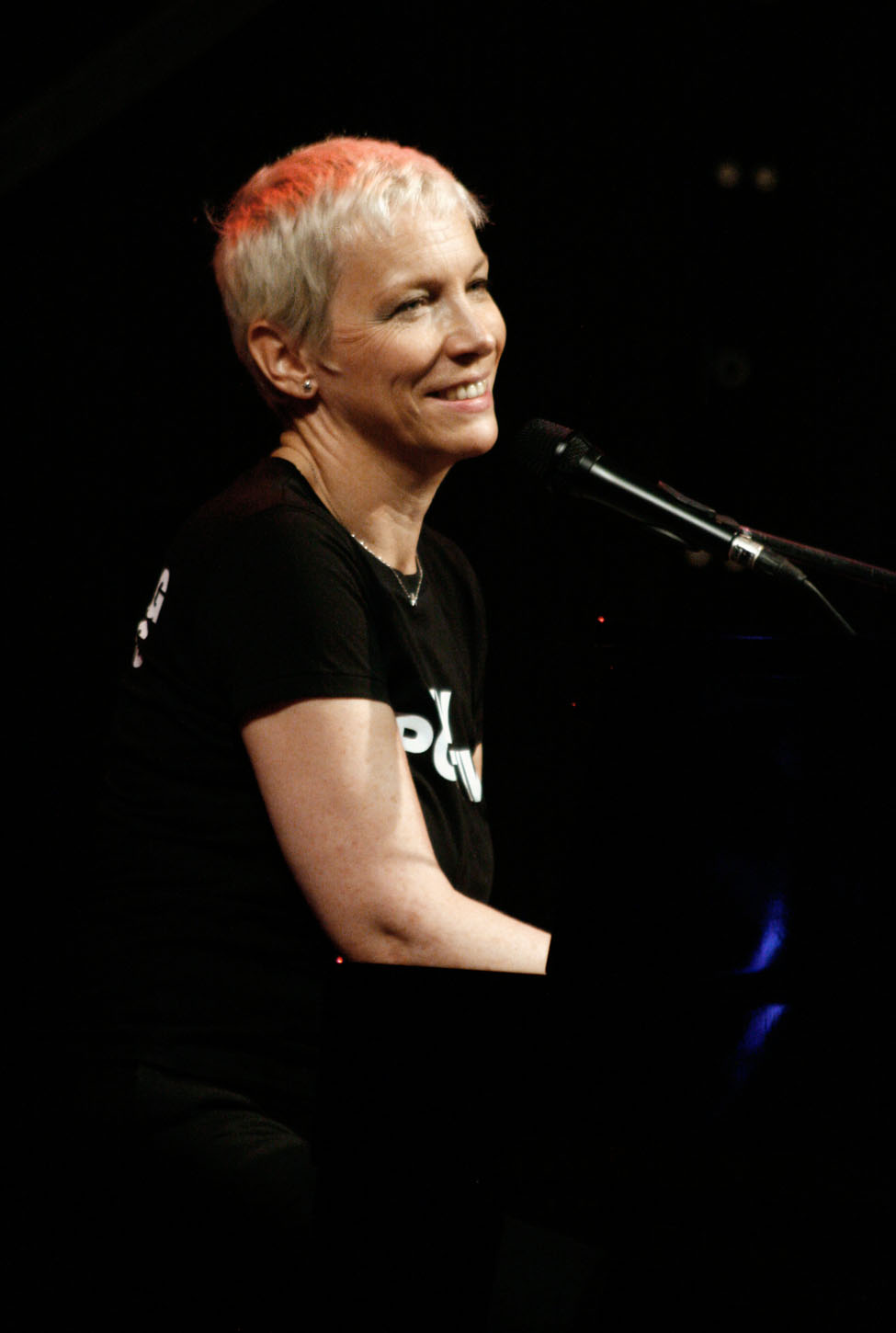
Annie Lennox

- 1954: Annie Lennox, cantante británica.
- 1957: Shane MacGowan, compositores irlandés, de la banda The Pogues (f. 2023).
- 1958: Amaro Gómez-Pablos, periodista y conductor chileno-español.
- 1958: Rickey Henderson, beisbolista estadounidense.
- 1958: Alannah Myles, cantante canadiense.
- 1958: Juancho Rois, acordeonero colombiano (f. 1994).
- 1959: Michael P. Anderson, militar y astronauta estadounidense (f. 2003)
- 1961: Íngrid Betancourt, política colombiana.
- 1961: Carolina Cosse, política uruguaya, intendenta de Montevideo.
- 1961: David Thompson, primer presidente barbadense (f. 2010).
- 1961: Darren Wharton, tecladista británico, de la banda Thin Lizzy.
- 1962: Luis García, beisbolista (jardinero) cubano.
- 1964: Ian Bostridge, tenor británico.
- 1964: Gary McAllister, futbolista escocés.
- 1964: Chucho Solana, futbolista español.
- 1964: Ahn Nae-sang, actor surcoreano.
- 1966: Javier Frana, tenista y periodista deportivo argentino.
- 1966: Patricia Gaztañaga, presentadora española.
- 1967: Boris Novković, cantante bosniocroata.
- 1967: Jason Thirsk, bajista estadounidense, de la banda Pennywise (f. 1996).
- 1968: Helena Christensen, modelo danesa.
- 1970: Emmanuel Amunike, futbolista nigeriano.
- 1971: Dido (Dido Armstrong), cantante británica.
- 1971: Noel Hogan, guitarrista irlandés, de la banda The Cranberries.

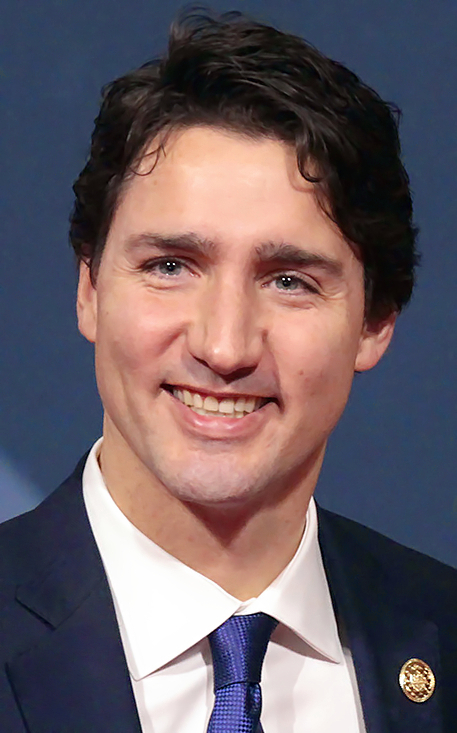
Justin Trudeau

- 1971: Justin Trudeau, político canadiense, Primer ministro de Canadá entre 2015 y 2025.
- 1972: Josh Freese, baterista estadounidense, de la banda The Vandals.
- 1972: Pedro Peirano, periodista, historietista, productor, guionista, cineasta, titiritero y actor chileno.
- 1974: Heriberto Lazcano Lazcano, narcotraficante mexicano (f. 2012).
- 1974: Eva Melander, actriz sueca.
- 1976: Armin van Buuren, DJ neerlandés.
- 1976: Lírico, cantante español.
- 1976: Tuomas Holopainen, músico finlandés, de la banda Nightwish.
- 1976: Cédric Berthelin, futbolista francés.
- 1978: Jeremy Strong, actor estadounidense.
- 1979: Paula Seling, cantante rumana.
- 1979: Robert Huff, piloto de automovilismo británico.
- 1979: Tatsuya Ishikawa, futbolista japonés.
- 1979: Laurent Bonnart, futbolista francés.
- 1980: Reika Hashimoto, actriz japonesa.
- 1981: Gonzalo García Vivanco, actor y modelo mexicano.
- 1982: Trenesha Biggers, luchadora profesional estadounidense.
- 1982: Dani Martínez, imitador y cómico español.
- 1984: Jessica y Lisa Origliasso, cantantes australianas.
- 1984: Locó (Manuel Antonio Cange), futbolista angoleño.
- 1984: Georgia Moffett, actriz británica.
- 1984: Miloš Ninković, futbolista serbio.
- 1985: Miroslav Barnyashev, luchador profesional búlgaro.
- 1985: Francisco Lara, jugador español de fútbol americano.
- 1985: Kenta Kasai, futbolista japonés.
- 1985: Vincenzo Gianneo, futbolista italiano.
- 1986: Alex Hepburn, cantante y compositora británica.
- 1987: Ma Qing Hua, piloto chino de Fórmula 1.
- 1987: Eric Gehrig, futbolista estadounidense.
- 1987: Jahid Hasan Ameli, futbolista bangladesí.
- 1988: Eric Gordon, baloncestista estadounidense.
- 1988: Dele Adeleye, futbolista nigeriano.
- 1989: Catalina Usme, futbolista colombiana.
- 1990: Anllel Porras, futbolista costarricense.
- 1990: Ramona Bachmann, futbolista suiza.
- 1991: Issam Jebali, futbolista tunecino.
- 1991: Masanori Abe, futbolista japonés.
- 1991: Sho Inagaki, futbolista japonés.
- 1991: Quirine Lemoine, tenista neerlandesa.
- 1991: Gaite Jansen, actriz neerlandesa.
- 1992: Abdullah Al-Hafith, futbolista saudí.
- 1992: Rachel Keller, actriz estadounidense.
- 1993: Ariadna Gutiérrez, modelo colombiana.
- 1993: Emi Takei, actriz, cantante y modelo japonesa.
- 1993: Stole Dimitrievski, futbolista macedonio.
- 1994: Kim Min-kyu, actor y modelo surcoreano.
- 1996: Andrea Bianchimano, futbolista italiano.
- 1996: Emiliano Buendía, futbolista argentino.
- 1997: Ayumu Nagato, futbolista japonés.
- 1997: Bethany Antonia, actriz británica.
- 2001: Alexandre Jankewitz, futbolista suizo.
- 2005: Olexi Sereda, clavadista ucraniano.

## Fallecimientos
- 317 a. C.: Filipo III, rey macedonio (n. ~359 a. C.).
- 795: Adriano I (772-795), papa católico (n. ¿?).
- 820: León V el Armenio, emperador bizantino (n. 775).
- 1156: Pedro el Venerable, abad y santo (n. ~1092).
- 1156: Sverker I, rey sueco (n. ¿?).
- 1213: Muhámmad an-Násir, calífa almohade (n. c. 1181 o 1179).
- 1406: Enrique III, rey castellano (n. 1379).
- 1553: Pedro de Valdivia, militar español, conquistador de Chile (n. 1497).
- 1634: Lettice Knollys, aristócrata británica (n. 1540).
- 1635: Samuel de Champlain, explorador francés (n. entre 1567 y 1580).
- 1868: Felipe Pardo y Aliaga, escritor peruano (n. 1806).
- 1881: Ignacio Suárez Llanos, pintor español (n. 1830).
- 1893: Marie Josephine Mathilde Durocher, partera francobrasileña (n. 1808).
- 1893: Víctor Schoelcher, político francés (n. 1804).
- 1913: Alberto Aguilera, político español (n. 1842).
- 1914: Bernhard Stavenhagen, director de orquesta, pianista y compositor alemán (n. 1862).
- 1921: Vladímir Galaktiónovich Korolenko, escritor ruso (n. 1853).
- 1925: Karl Abraham, psicoanalista alemán (n. 1877).
- 1926: Yoshihito, emperador japonés (n. 1879).
- 1933: Francesc Macià, político español (n. 1859).
- 1938: Karel Čapek, escritor checo (n. 1890).
- 1940: Agnes Ayres, actriz estadounidense (n. 1898).
- 1946: W. C. Fields, actor y comediante estadounidense (n. 1880).
- 1946: Henri Le Fauconnier, pintor francés (n. 1881).
- 1948: Pompeu Fabra, lingüista español (n. 1868).
- 1950: Xavier Villaurrutia, escritor mexicano (n. 1903).
- 1954: Johnny Ace, cantante estadounidense (n. 1929).
- 1956: Robert Walser, escritor suizo (n. 1878).
- 1957: Charles Pathé, cineasta francés (n. 1863).
- 1957: Käthe Dorsch, actriz alemana (n. 1890).
- 1961: Otto Loewi, fisiólogo alemán, premio nobel de medicina en 1936 (n. 1873).
- 1963: Tristán Tzara, ensayista y poeta francés (n. 1896).
- 1963: Óscar Alfaro, poeta, cuentista, profesor y periodista boliviano (n. 1921)
- 1971: Maria Koepcke, ornitóloga germano-peruana (n. 1924).
- 1973: Ismet Inönü, presidente turco (n. 1884).
- 1975: Gaston Gallimard, editor francés (n. 1881).
- 1977: Arturo Acebal-Idígoras, pintor, escultor y ceramista vasco de origen argentino (n. 1912).

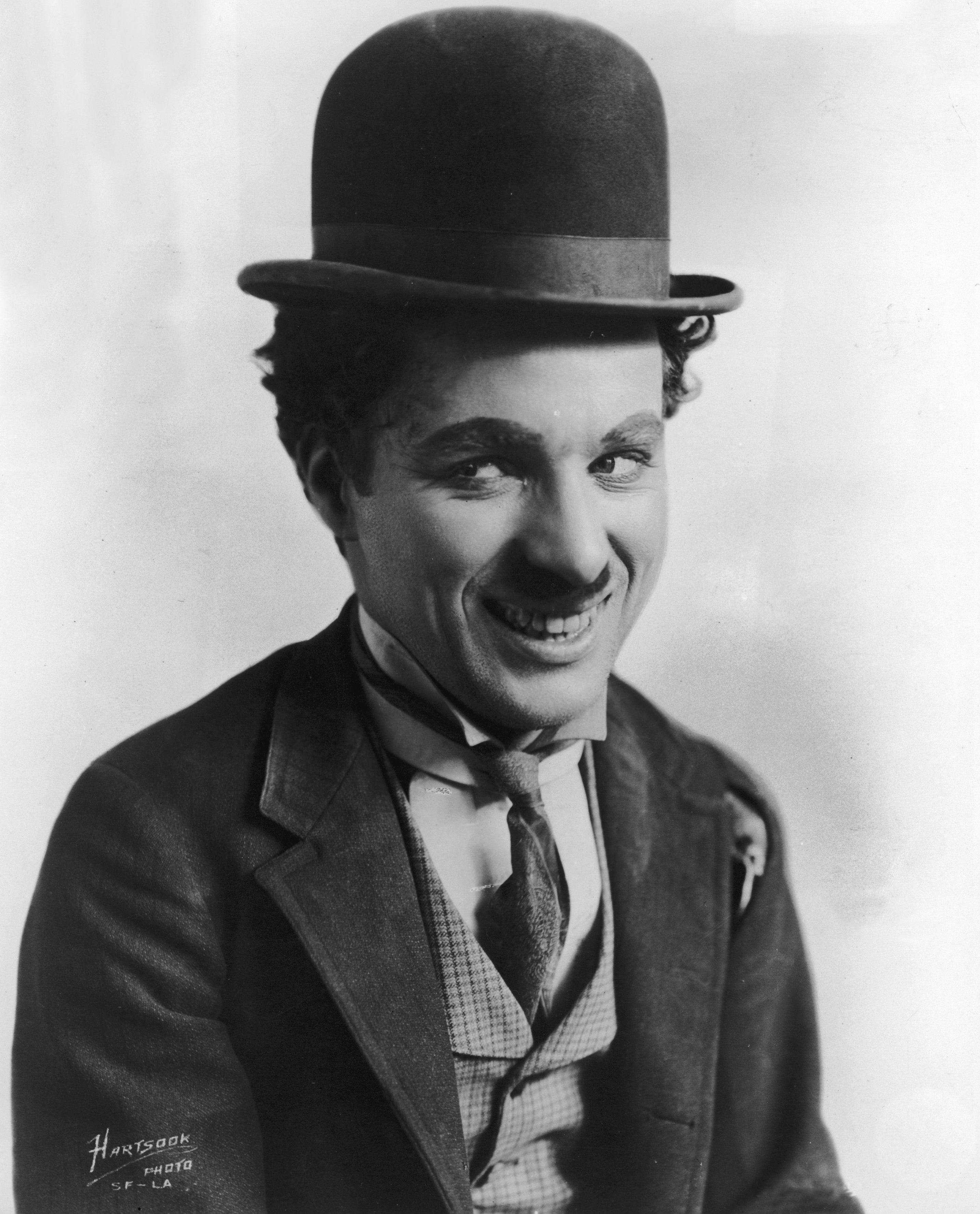
Charles Chaplin

- 1977: Charles Chaplin, actor y cineasta británico (n. 1889).
- 1977: Perico Chicote, hostelero español (n. 1899).
- 1977: Salvatore Papaccio, tenor italiano (n. 1890).
- 1979: Joan Blondell, actriz estadounidense (n. 1906).
- 1980: Enrique Bahamonde, abogado y político chileno (n. 1892).
- 1983: Joan Miró, pintor español (n. 1893).
- 1987: Ruth Bónner (Ruf Grigorievna Bónner, 87 años), activista comunista soviética (n. 1900), sentenciada a un campo de trabajo durante la Gran Purga de Iósif Stalin; madre de Yelena Bónner (1923‑2011) y suegra del físico nuclear Andréi Sájarov (1921‑1989).
- 1987: Agustín Cuzzani (63), escritor y dramaturgo argentino (n. 1924).
- 1989: Nicolae Ceauşescu, dictador comunista rumano (n. 1918).
- 1989: Elena Ceaușescu, codictadora de Rumania, esposa del dictador Nicolae Ceauşescu (n. 1916), ejecutada junto a su esposo.
- 1989: Jean-Étienne Marie compositor francés (n. 1917).
- 1989: Billy Martin, beisbolista estadounidense (n. 1928).
- 1990: Alexander Luchinsky, militar soviético (n. 1900)
- 1991: José Guerrero, pintor español nacionalizado estadounidense (n. 1914).
- 1991: Curt Bois, actor alemán (n. 1901).
- 1993: Eloísa Álvarez Guedes, actriz cubana (n. 1916).
- 1995: Emmanuel Levinás, filósofo lituano nacionalizado francés (n. 1906).

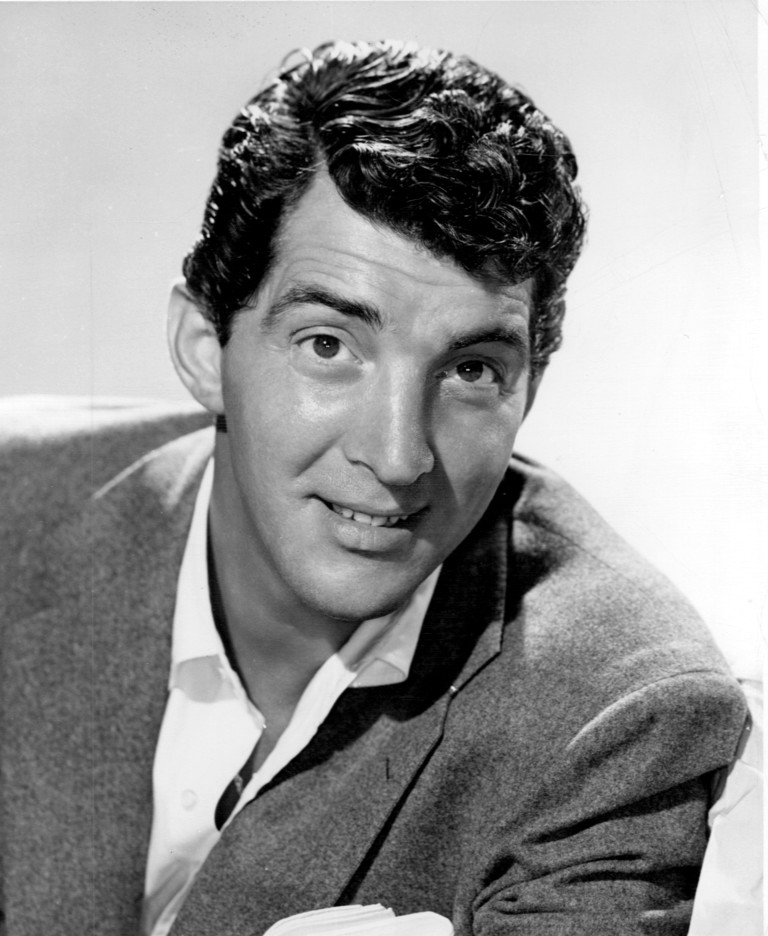
Dean Martin

- 1995: Dean Martin (Dino Crocetti), actor y cantante estadounidense (n. 1917).
- 1996: JonBenét Ramsey, niña estadounidense, reina de belleza y víctima de asesinato (n. 1990).
- 1997: Gabriel Alomar Esteve, arquitecto español (n. 1915).
- 1997: Anatoli Boukreev, escalador kazajo (n. 1958).
- 1997: Giorgio Strehler, dramaturgo italiano (n. 1921).
- 1999: Zully Moreno, actriz argentina (n. 1920).
- 2000: Willard Van Orman Quine, filósofo estadounidense (n. 1908).
- 2002: Íñigo Cavero, político español (n. 1929).
- 2003: Quintín Bulnes, actor mexicano (f. 1926).
- 2005: Derek Bailey, guitarrista británico de vanguardia (n. 1930).
- 2005: Birgit Nilsson, soprano sueca (n. 1918).

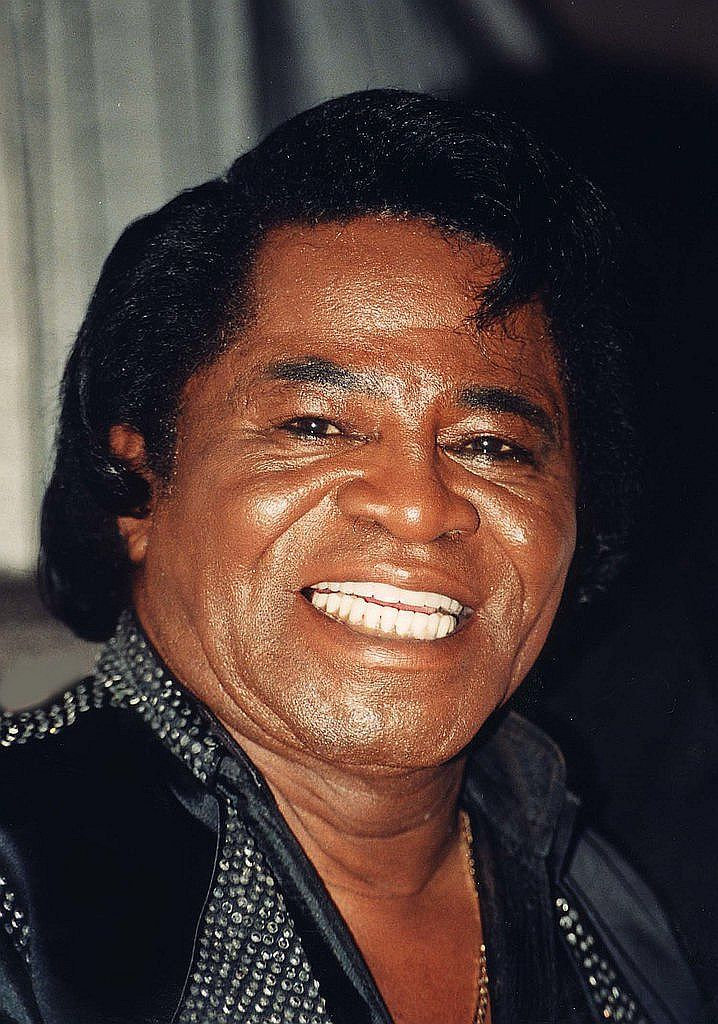
James Brown

- 2006: James Brown, cantante estadounidense de soul (n. 1933).
- 2006: Lágrima Ríos, cantante afrouruguaya (n. 1924).
- 2006: Francisco Salinas Quijada, abogado y profesor español (n. 1915).
- 2008: Eartha Kitt, cantante y actriz estadounidense (n. 1927).
- 2008: Harold Pinter, escritor británico.
- 2009: Juan Bautista Avalle-Arce, crítico literario argentino (n. 1927).
- 2009: Vic Chesnutt, cantante y compositor estadounidense (n. 1964).
- 2010: Jorge Mayer, arzobispo emérito argentino (n. 1915).
- 2010: Carlos Andrés Pérez, político y presidente venezolano (n. 1922).
- 2010: Asunción Villamil, actriz española (n. 1926).
- 2014: Éber Lobato, actor, bailarín, cantante, compositor, director, productor y escenógrafo argentino (n. 1931).
- 2015: Sadhana Shivdasani, actriz india (n. 1941).
- 2016: George Michael (Gueorguios Kiriacos Panayiotou), cantante y compositor británico (n. 1963).
- 2016: Eliseo Subiela, cineasta argentino (n. 1944).
- 2018: Nancy Roman, astrónoma estadounidense (n. 1925).
- 2019: Ari Behn, escritor danés-noruego (n. 1972).
- 2020: Soumaïla Cissé, político maliense (n. 1949).
- 2020: K. C. Jones, baloncestista estadounidense (n. 1932).
- 2022: Françoise Bourdin, escritora francesa (n. 1952).
- 2022: Fabián O'Neill, futbolista uruguayo (n. 1973).

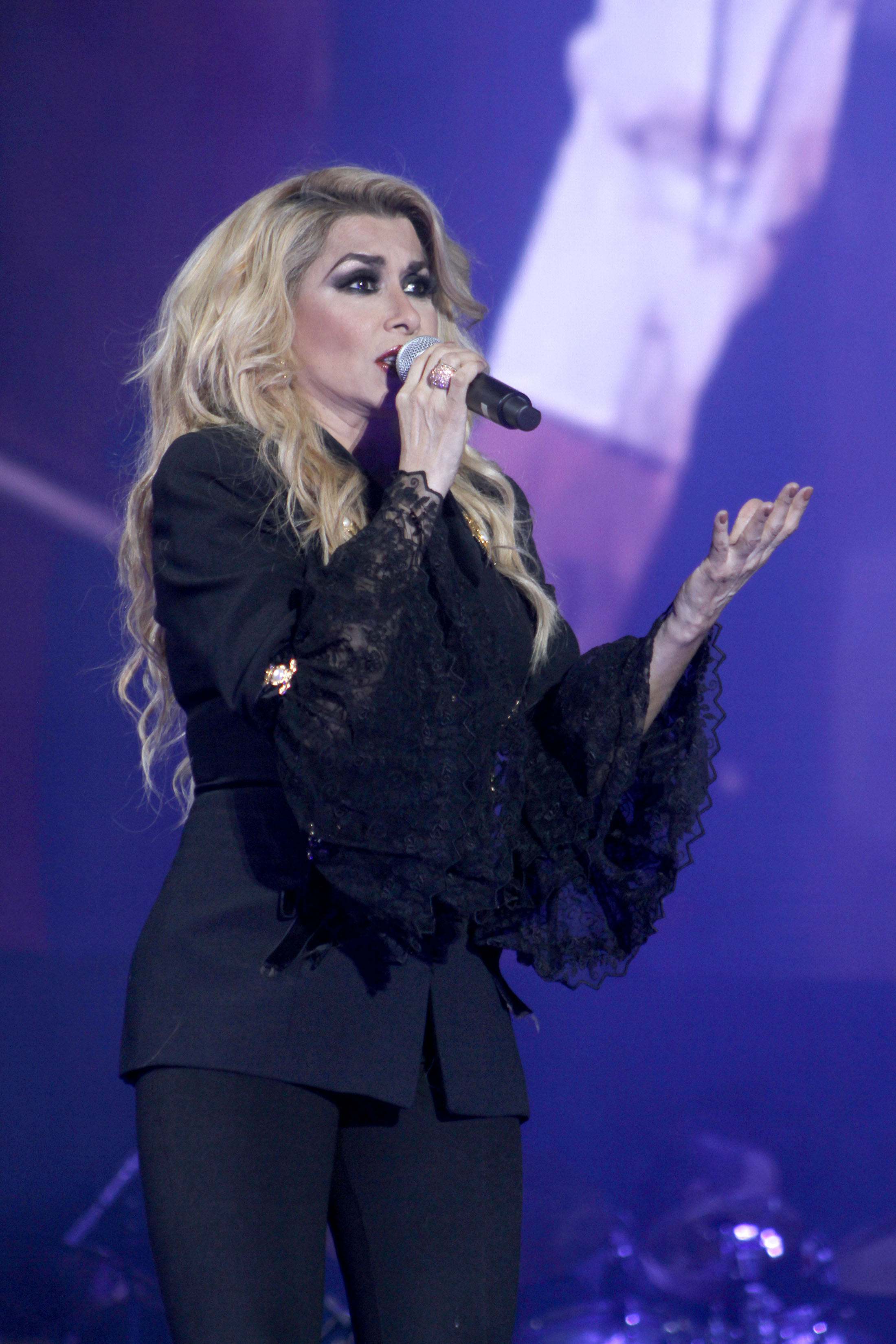
Dulce

- 2024: Dulce (Bertha Noeggerath Cárdenas), cantante y actriz mexicana (n. 1955).

## Celebraciones
- Mundial: 
  - Navidad, en el Cristianismo.

 Por países
(Por orden alfabético)
- Camerún,  Chad,  Gabón,  Guinea Ecuatorial,  República Centroafricana,  República del Congo y  República Democrática del Congo:
  - Día del Niño.

- India: 
  - Tulsi Pujan Diwas.
  - Día del Buen Gobierno.

- Pakistán: 
  - Día de Quaid-e-Azam.

- República de China: 
  - Día de la Constitución.

- Uruguay: 
  - Día de la Familia.[7]

Tradiciones

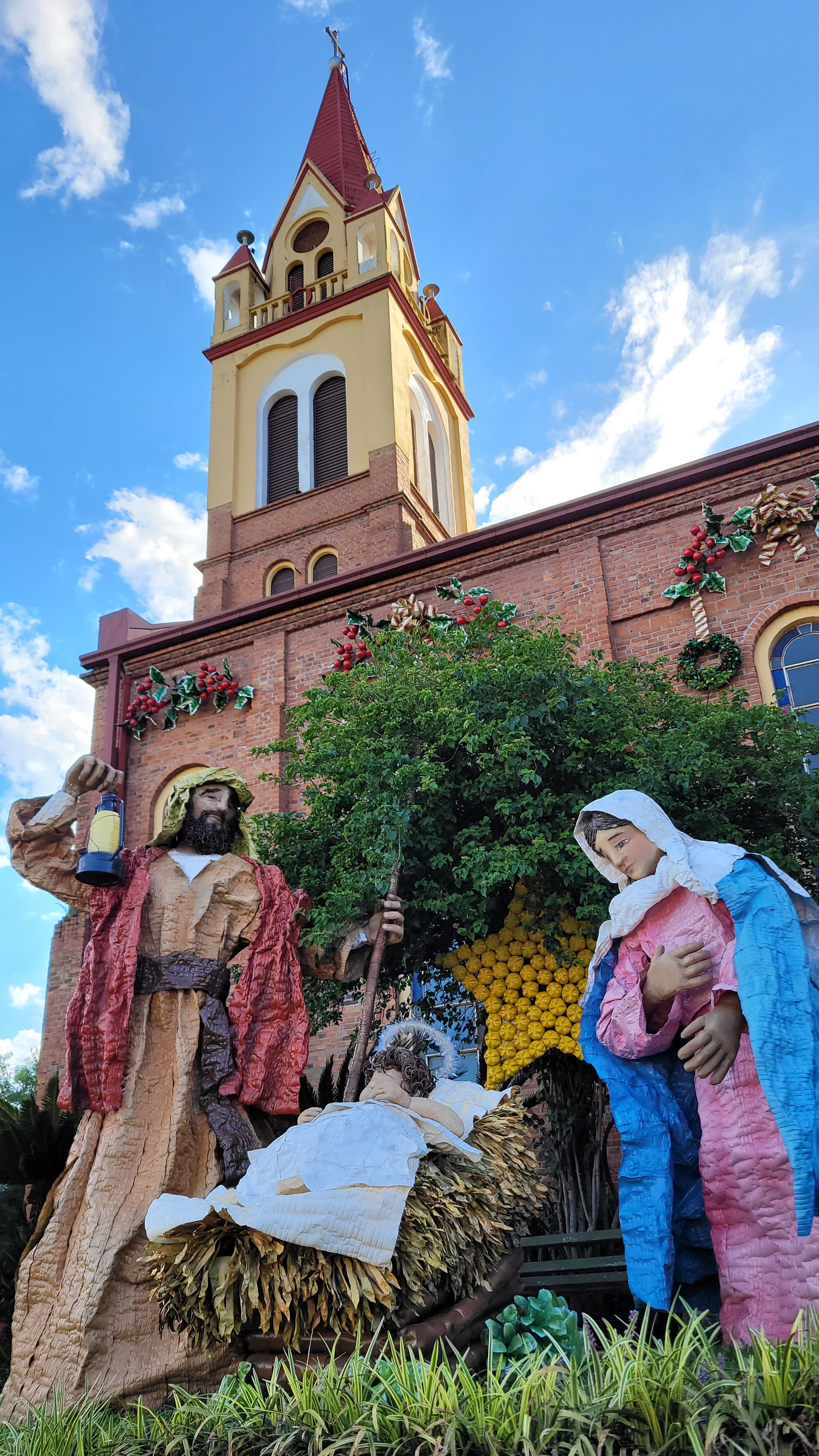
Pesebre de Navidad en la ciudad de Capioví, Provincia de Misiones, Argentina
(25 de diciembre de 2024).

- Natalis Solis Invictus en la Antigua Roma.

### Santoral católico
- Natividad de Jesucristo.
Nacimiento de Jesús. Navidad.
- Santa Anastasia de Sirmio, mártir (s. III/IV).
- Santa Eugenia de Roma, mártir (s. III/IV).
- Santos Jovino y Basileo de Roma, mártires (s. III/IV).
- Beato Pedro el Venerable, abad (1156).
- Beato Bentivolio de Bonis, presbítero (1232).
- San Pedro Nolasco, presbítero (1258).
- Beato Miguel Nakasima, religioso y mártir (1628).
- Beata María de los Apóstoles von Wüllenweber, virgen (1907).
- San Alberto Chmielowski, religioso (1916).